# Cibotium × helenae
Cibotium × helenae là một loài dương xỉ trong họ Cibotiaceae. Loài này được D.D.Palmer mô tả khoa học đầu tiên năm 1999.
Danh pháp khoa học của loài này chưa được làm sáng tỏ. 